# اچ‌ام‌اس سیموم (پی۲۲۵)
اچ‌ام‌اس سیموم (پی۲۲۵) (به انگلیسی: HMS Simoom (P225)) یک زیردریایی بود که طول آن ۲۱۷ فوت (۶۶ متر) بود. این زیردریایی در سال ۱۹۴۲ ساخته شد.